# Caldwell (Kansas)
Pour les articles homonymes, voir Caldwell.
Caldwell est une ville du comté de Sumner dans l’État du Kansas, aux États-Unis.

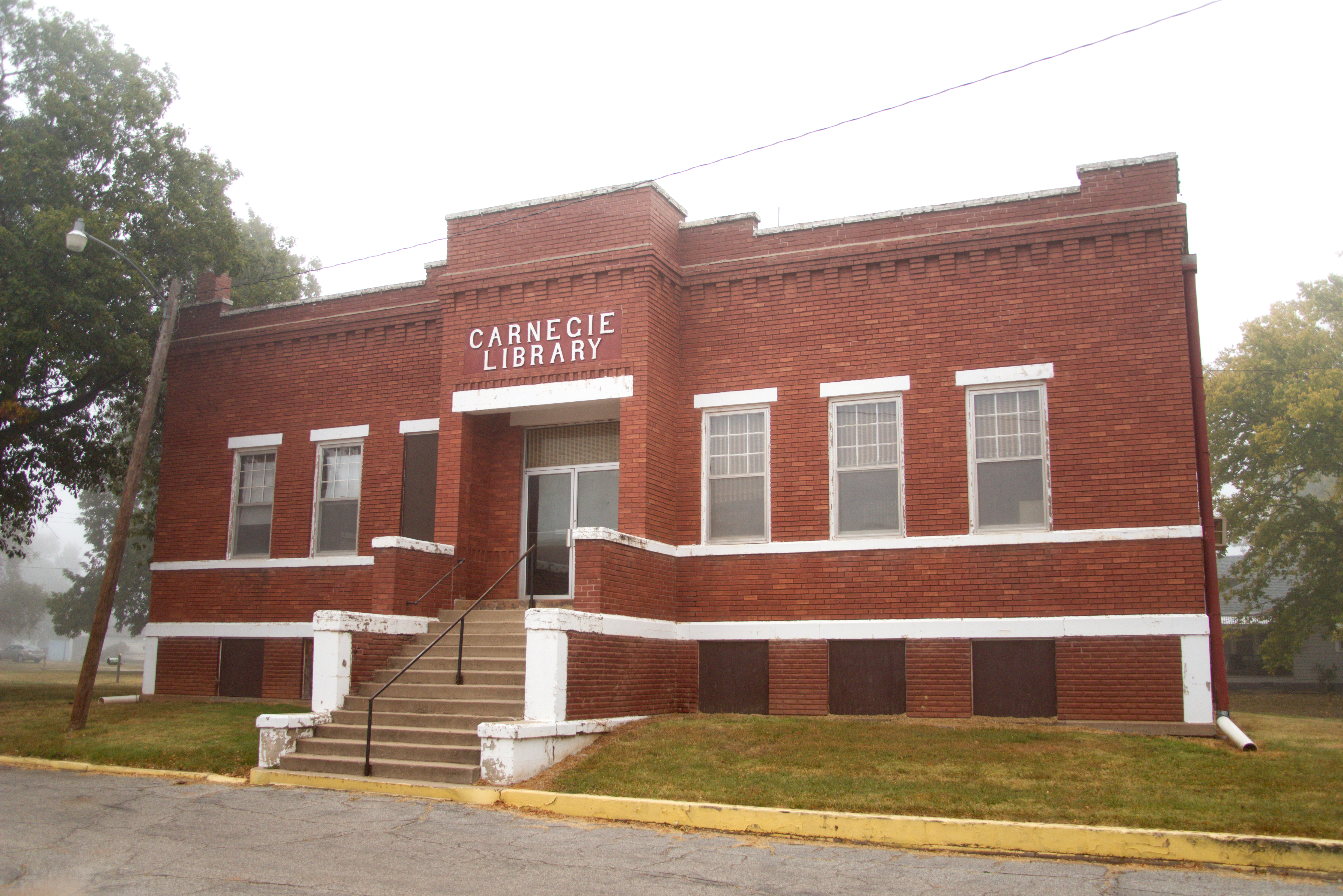
Bibliothèque Caldwell Carnegie (2020)